# Platforma pionowo kotwiczona

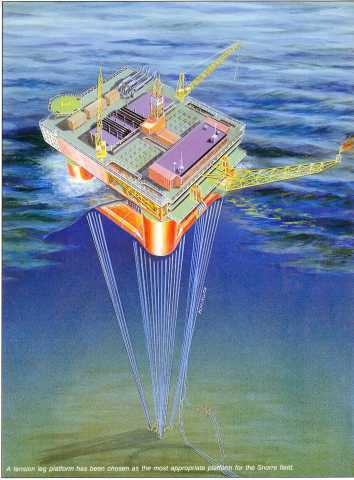
Poglądowy schemat TLP. Widoczna część pływająca i napięte pionowe liny kotwiczące

Platforma pionowo kotwiczona (TLP), Tension-leg platform, także Tensioned-leg platform – pływająca platforma wiertnicza lub wydobywcza, zamocowana do dna morskiego za pomocą wielu pionowych lub prawie pionowych lin lub konstrukcji pracujących tylko na rozciąganie.
Część robocza platformy podtrzymywana jest na powierzchni przez zespół pontonów. Do narożników części pływającej przymocowane są liny lub konstrukcje, zamocowane drugim końcem do specjalnych pali wbitych w dno morskie. Długość lin lub konstrukcji jest dobrana tak, że niezależnie od poziomu wody i ruchów platformy, są one cały czas mocno napięte. Dzięki temu część pływająca platformy jest bardziej stabilna niż przy platformach zakotwiczonych w tradycyjny sposób (gdzie zwis na linach lub łańcuchach kotwicznych pozwala na przemieszczanie się platformy a jej odległość od dna zależy od poziomu wody).
Pierwsza platforma tego typu weszła do eksploatacji w 1984. Użycie TLP jest opłacalne przy głębokościach rzędu 150-1500 metrów. Ze względów na problemy techniczne nie rozważa się obecnie (2017) użycia ich na głębokościach powyżej 1800 metrów.